# Bitva u Kodaně

Bitvy u Kodaně na obraze Nicholase Pococka

Bitva u Kodaně (anglicky Battle of Copenhagen, dánsky Slaget på Reden) byla námořní bitva v rámci napoleonských válek, která se odehrála 2. dubna 1801 poblíž Kodaně. Utkala se v ní britská flotila vedená admirálem Hydem Parkerem, která zaútočila na zakotvenou dánsko-norskou flotilu pod vedením Olferta Fischera.
Smyslem britské expedice bylo přesvědčit Dány (po dobrém či po zlém), aby Britům nebránili v námořní blokádě Francie. Dánsko-norské království totiž vstoupilo spolu s Pruskem a Švédskem do Ruskem iniciované Ligy ozbrojené neutrality, která si kladla za cíl volný obchod s Francií.
Hlavní útok vedl viceadmirál Horatio Nelson a bitva jako celek je brána jako britské strategické vítězství, neboť Nelson přešel v pravý okamžik k úspěšnému vyjednávání.
Nelsonova úloha byla o to těžší, že uprostřed bitvy dostal od Parkera rozkaz k ústupu, který neposlechl – s tím ovšem Parker, který se nacházel mimo hlavní bitvu a neměl dostatečně dobrý přehled o situaci, počítal. Příkazem zamýšlel dát Nelsonovi čestný důvod k ústupu, kdyby to bylo zapotřebí. Nelson ovšem v bitvě pokračoval a když se mu podařilo potopit a zajmout několik lodí a uvolnit si přístup k bombardování města, nabídl nepříteli vyjednávání. V tu chvíli sice nebyla žádná z jeho lodí potopena, ale řada z nich byla vážně poškozena, některé uvízly v neznámých vodách na mělčině, některé nebyly bojeschopné a některé nebyly ani ovladatelné a proud je zvolna unášel směrem k oblasti dostřelu dánských pobřežních baterií. Do bitvy se navíc ještě stále nezapojily rezervy, které měli Dánové větší.
Vyjednávání, které z dánské strany vedl korunní princ Frederik VI. coby dánský regent, bylo pro Brity úspěšné. K tomu přispělo, že během vyjednávacího příměří Britové dále přeskupili své síly, takže mohli snadno začít bombardovat město.
Navíc se Dánové ke konci vyjednávání dozvěděli, že ruský car Pavel I. byl zavražděn, což výrazně oslabovalo šance, že by byly ze strany Ruska nějak vymáhány dánské závazky vzhledem k Lize ozbrojené neutrality, naopak se dal očekávat rozpad Ligy, která byla Pavlovým dílem. Změna politické situace způsobená carovou smrtí tak zároveň snížila význam této bitvy z hlediska dějin.